# 奥尔格朗德
奥尔格朗德（法語：Orglandes，法語發音：[ɔʁɡlɑ̃d]）是法国芒什省的一个市镇，属于瑟堡区。

## 地理
奥尔格朗德（49°25'18"N, 1°26'58"W）面积9.26 平方千米，位于法国诺曼底大区芒什省，该省份为法国西北部沿海省份，西、北、东北三面环大西洋，东起顺时针与卡爾瓦多斯省、奧恩省、马耶讷省和伊勒-维莱讷省接壤。
与奥尔格朗德接壤的市镇（或旧市镇、城区）包括：于尔维尔、拉博讷维尔、埃蒂安维尔、勒阿姆、欧特维尔博卡日、雷涅维尔博卡日、皮科维尔。

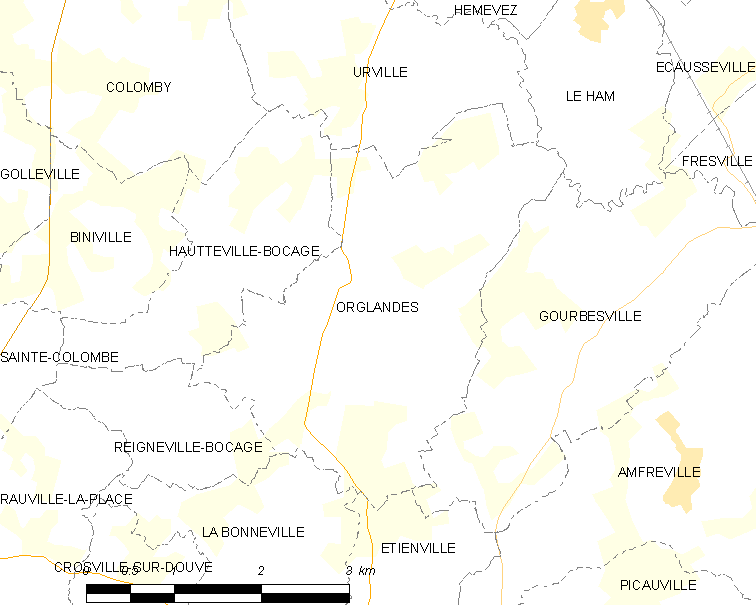
奥尔格朗德的OSM定位图

奥尔格朗德的时区为UTC+01:00、UTC+02:00（夏令时）。

## 行政
奥尔格朗德的邮政编码为50390，INSEE市镇编码为50387。

## 政治
奥尔格朗德所属的省级选区为科唐坦地区布里克贝克县。

## 人口

1962-2008年间奥尔格朗德人口变化图示

奥尔格朗德于2022年1月1日时的人口数量为349人。